# تیمینیتسه، استان لوبوسکی
تیمینیتسه، استان لوبوسز (به لاتین: Tymienice, Lubusz Voivodeship) یک منطقهٔ مسکونی در لهستان است که در Gmina Lubsko واقع شده‌است.

## خصوصیات
تیمینیتسه ۱۰۲ نفر جمعیت دارد.